# 大统路
大统路是中華人民共和國上海市靜安區一條南北走向道路，分為大統路地面道路和大統路地道，大統路地面道路北起中山北路，往南至太陽山路附近可進入大統路地道入口，通過大統路地道可以穿過京沪铁路和上海軌道交通3號線、上海軌道交通4號線，並最終抵達天目西路。道路全長1870米，清朝光緒三十二年（1906年），當局修築大統路南段，因道路南端與新閘橋相連，所以當時道路得名新閘橋路。1913年道路向北延伸，並更名為大統路，意為一統光復中華大業。2009年，大統路地道因改建需要暫時封閉。2010年8月31日，大統路地道重新通車。2019年12月24日19时29分，位於大统路853号的门面店及坡屋面发生火灾，但未造成人員傷亡。